# Communauté de communes du Pays de Saône et Madon
La communauté de communes du Pays de Saône et Madon (CCPSM) est une ancienne communauté de communes française, située dans le département des Vosges et la région Grand Est.

## Histoire
Le 1er janvier 2011, les communes de Bégnécourt, Gelvécourt-et-Adompt et Légéville-et-Bonfays quittent la structure intercommunale pour la Communauté de communes du Secteur de Dompaire.
Le 1er janvier 2013, la commune isolée de Thuillières intègre la communauté de communes tandis que celle de Pierrefitte la quitte pour la Communauté de communes du Secteur de Dompaire, par arrêté préfectoral du 2 juillet 2012.
La communauté fusionne avec deux autres EPCI pour former la communauté de communes des Vosges Côté Sud Ouest au 1er janvier 2017.

## Composition
Elle était composée de 22 communes :
| Nom                     | Code Insee | Gentilé            | Superficie (km2) | Population (dernière pop. légale) | Densité (hab./km2) |
| ----------------------- | ---------- | ------------------ | ---------------- | --------------------------------- | ------------------ |
| Darney (siège)          | 88124      | Darnéens           | 7,92             | 1 133 (2014)                      | 143                |
| Attigny                 | 88016      | Attigniens         | 16,08            | 246 (2014)                        | 15                 |
| Belmont-lès-Darney      | 88049      | Belmontais         | 3,99             | 115 (2014)                        | 29                 |
| Belrupt                 | 88052      | Belruptiens        | 9,14             | 103 (2014)                        | 11                 |
| Bonvillet               | 88065      | Bonvillageois      | 10,09            | 335 (2014)                        | 33                 |
| Dombasle-devant-Darney  | 88138      | Dombaslois         | 8,73             | 83 (2014)                         | 9,5                |
| Dommartin-lès-Vallois   | 88149      | Dommartinois       | 4,93             | 61 (2014)                         | 12                 |
| Escles                  | 88161      | Escloniens         | 22,54            | 425 (2014)                        | 19                 |
| Esley                   | 88162      | Esleysiens         | 11,00            | 176 (2014)                        | 16                 |
| Frénois                 | 88187      |                    | 4,94             | 45 (2014)                         | 9,1                |
| Hennezel                | 88238      | Hennezelois        | 32,13            | 411 (2014)                        | 13                 |
| Jésonville              | 88252      | Jésonvillois       | 6,96             | 135 (2014)                        | 19                 |
| Lerrain                 | 88267      | Lerrinois          | 12,65            | 498 (2014)                        | 39                 |
| Pont-lès-Bonfays        | 88353      | Fay-Pontois        | 4,47             | 98 (2014)                         | 22                 |
| Provenchères-lès-Darney | 88360      | Provenchérois      | 9,07             | 170 (2014)                        | 19                 |
| Relanges                | 88381      | Relangeois         | 13,87            | 214 (2014)                        | 15                 |
| Saint-Baslemont         | 88411      | Saint-Baslemontais | 12,71            | 81 (2014)                         | 6,4                |
| Sans-Vallois            | 88441      | Sans-Valloisiens   | 4,43             | 128 (2014)                        | 29                 |
| Senonges                | 88452      | Senongeois         | 5,84             | 126 (2014)                        | 22                 |
| Thuillières             | 88472      | Théguléniens       | 7,62             | 134 (2014)                        | 18                 |
| Les Vallois             | 88491      | Valloisiens        | 5,25             | 124 (2014)                        | 24                 |
| Vioménil                | 88515      | Viamanciliens      | 23,59            | 146 (2014)                        | 6,2                |

## Administration
| Période                                  | Période | Identité         | Étiquette | Qualité                           |
| ---------------------------------------- | ------- | ---------------- | --------- | --------------------------------- |
| Les données manquantes sont à compléter. |         |                  |           |                                   |
| 2009                                     | 2014    | André Christophe |           | Maire de Sans-Vallois (2001-2014) |
| 2014                                     | 2016    | Yves Desvernes   |           | Maire de Darney (depuis 2014)     |